# Oswaldia albifacies
Oswaldia albifacies là một loài ruồi trong họ Tachinidae.